# 升f小調
升f小調（f♯ minor）是從升F音開始的音樂的小調，組成的音有升F、升G、A、B、升C、D、E及升F。升f小調是一個有3個升號的調。
它的關係調是A大調，並行大調是升F大調。